# 鄧香
鄧香（?—?），南阳郡新野县人。东汉列侯。
鄧香是东汉开国功臣邓禹的曾孙，官至郎中。鄧香的妻子在鄧香死后改嫁梁纪，梁纪是大将军梁冀之妻孙寿的舅舅。邓香之女邓猛女改姓梁，被汉桓帝选为采女。鄧香之子邓演为南顿侯，位特进。鄧演卒，子鄧康嗣。梁冀被诛後，邓猛女为皇后，复为邓氏。追封赠鄧香为车骑将军安阳侯印绶，邓康为沘阳侯。邓康弟邓统袭封昆阳侯，位侍中；邓统弟邓秉为淯阳侯。